# Novizzo Cittadini
Novizzo Cittadini (ur. 21 sierpnia 1898 w Giulianova, zm. 15 marca 1919 w Poznaniu) – włoski kolejarz, podoficer, uczestnik I wojny światowej i powstania wielkopolskiego.  

## Życiorys
Urodzony 21 sierpnia 1898 we włoskim Giulianova. Miał siostrę Annę (1894-1985). Był zatrudniony we Włoskich Kolejach Państwowych w Castellamare Adriatico. Podczas I wojny światowej walczył na froncie jako żołnierz 262 Pułku Piechoty jako podoficer w składzie 10. kompanii 262. Pułku Piechoty Brygady „Elba”. W 1917 w czasie bitwy pod Caporetto wraz z ponad 250 tysiącami innych włoskich żołnierzy trafił do niemieckiej niewoli i został osadzony w obozie jenieckim w Strzałkowie na terenie Wielkopolski. Tuż po zawieszeniu broni i wyzwoleniu obozu, 11 listopada 1918 dołączył do powstańców wielkopolskich. Zanim jednak trafił na front, postrzelił się w brzuch podczas czyszczenia broni. 15 marca 1919 zmarł w poznańskim lazarecie. Jego pogrzeb odbył się 17 marca 1919. Prócz tłumu mieszkańców Poznania, w uroczystości państwowej udział wziął również reprezentujący państwo polskie generał Józef Dowbor-Muśnicki, a także generał Giovanni Girolamo Romei Longhena stojący na czele włoskiej delegacji. Jego pogrzeb uznano za polityczną manifestację.
Grób zmarłego znajduje się na cmentarzu garnizonowym powstańców wielkopolskich na stokach poznańskiej Cytadeli. W celu oddania hołdu zmarłemu, 1 listopada 1935 zorganizowano przy jego grobie uroczystość złożenia wieńca, w której udział wziął podpułkownik Karaś wraz z delegacją 3 Pułku Lotniczego, lektor języka polskiego – dr Antonio Stefanini, a także honorowy konsul włoski w Poznaniu – dr Konrad Kolszewski. Za sprawą Stowarzyszenia Polonia-Italia w Poznaniu, mogiła zmarłego była wielokrotnie rekonstruowana. 
Z okazji 101. rocznicy zwycięstwa w I wojnie światowej i Dnia Włoskich Sił Zbrojnych, 2 listopada 2019 został upamiętniony z honorami wojskowymi na cmentarzu miejskim w Giulianova.